# Resurrection of the Daleks
Resurrection of the Daleks (La resurrección de los Daleks) es el cuarto serial de la 21.ª temporada de la serie británica de ciencia ficción Doctor Who, emitido originalmente en dos episodios semanales del 8 al 15 de febrero de 1984. Marca la última aparición regular de Janet Fielding como la acompañante Tegan Jovanka.

## Argumento
Atrapados en un corredor temporal, el Doctor y sus acompañantes se ven forzados a aterrizar en la Tierra en el año 1984, desviados de su rumbo por los más antiguos enemigos del Doctor, los Daleks. Entonces descubren el auténtico propósito de ese corredor: los Daleks planean liberar a su creador, Davros, de su prisión criogénica en la que lleva 90 años, para que les ayude a recrear un ejército de Daleks. Pero los Daleks no se imaginan lo que está a punto de ocurrir, ya que Davros tiene en mente destruir a sus propias creadores, lo que provocará una masacre de proporciones épicas entre la Tierra de 1984 y una prisión espacial en el futuro. Cuando todo termina, Tegan, completamente traumatizada, dice que eso ha sido demasiado para ella, que ya no disfruta de sus aventuras, y que quiere marcharse, abandonando la TARDIS a la carrera y dejando al Doctor y Turlough, que se marchan sin ella.

### Continuidad
Una vez más, no se da explicación a la ausencia de Kamelion en esta historia. Con la excepción de su breve cameo en The Five Doctors (1983), esta es la única historia en la que el Quinto Doctor se enfrentó a los Daleks. Davison dijo que le hubiera disgustado marcharse de la serie sin enfrentarse a los enemigos más icónicos del Doctor. Durante la secuencia en la que se escanea el cerebro del Doctor, aparecen imágenes de todos los anteriores Doctores y de muchos de sus antiguos acompañantes. La única acompañante que falta es Leela que se omitió por un error de postproducción.
La secuencia en la que el Doctor dispara a un mutante Kaled es una de las raras ocasiones en la que el Doctor usa una pistola para matar. En la anterior historia Dalek, Destiny of the Daleks, ambientada durante la guerra contra los Movellans, era implícito que los Daleks habían perdido sus partes orgánicas y eran íntegramente robóticos. Sin embargo, aquí vuelven a ser criaturas orgánicas vivas otra vez. Russell T Davies, en el Doctor Who Annual 2006, sugirió que el intento del Dalek Supremo de asesinar al Alto Consejo fue uno de los primeros ataques de la Guerra del Tiempo que se menciona en la temporada de 2005.
La habilidad de los Daleks de viajar en el tiempo ya se había mencionado en historias anteriores: The Chase (1965), The Daleks' Master Plan (1965-1966), The Evil of the Daleks (1967) y Day of the Daleks (1972). También se mencionaría posteriormente en Remembrance of the Daleks (1988), El día del Juicio Final (2006), La evolución de los Daleks (2008) y La victoria de los Daleks (2010). La tecnología temporal que emplean se describe como tosca comparada con la de los Señores del Tiempo.

## Producción
| Episodio          | Fecha de emisión      | Duración | Espectadores en millones | Estado en el archivo  |
| ----------------- | --------------------- | -------- | ------------------------ | --------------------- |
| Episodio 1        | 8 de febrero de 1984  | 46:24    | 7,3                      | Cinta original en PAL |
| Episodio 2        | 15 de febrero de 1984 | 46:52    | 8,0                      | Cinta original en PAL |
| [ 2 ] [ 3 ] [ 4 ] |                       |          |                          |                       |

Los títulos provisionales de la historia eran The Return (El regreso), The Warhead (La cabeza armada) y The Resurrection (La resurrección). La historia se planeó originalmente como clímax de la temporada 20, pero por una huelga de los electricistas, se postpusó la historia y, con cambios menores, se reutilizó en la temporada 21. Por el retraso, Michael Wisher, intérprete original de Davros, no estaba disponible, así que el papel lo hizo Terry Molloy.
El serial se filmó parcialmente en Shad Thames. Originalmente, la historia la iba a dirigir el director Peter Grimwade. Cuando se retrasó la historia, Grimwade invitó a cenar al reparto y al equipo, pero no invitó a John Nathan-Turner, porque tenía intención de invitarle por separado. Pero Nathan-Turner se ofendió, y se negó a dejarle dirigir la historia cuando la colocaron en la temporada 21. Sin embargo, Saward ya le había prometido que haría un guion para la temporada, así que se le permitió escribir Planet of Fire.

### Formato de la historia
Estaba previsto que la historia se compusiera de cuatro partes de la duración habitual de 25 minutos. Sin embargo, la cobertura de la BBC de los Juegos Olímpicos de Invierno de 1984 en Sarajevo, Yugoslavia, hizo que no estuviera disponible el horario regular de emisión de la serie. En lugar de interrumpir la emisión, se tomó la decisión de emitir la historia en dos episodios de doble duración en miércoles consecutivos en lugar de usar el horario habitual en esa temporada de jueves y viernes.
La primera copia de la historia que se vendió a las emisoras estadounidenses de la PBS estaba en el formato original de cuatro episodios. Sin embargo, la segunda parte tenía la banda sonora en bruto, sin efectos de sonido ni música. La versión comprimida con toda la historia en un solo episodio de larga duración tenía la segunda parte con esa banda sonora en bruta, pero el segundo cuarto tenía la música y efectos intactos. Los fragmentos con banda sonora bruta también incluían algunas escenas extra que no se usaron en la versión en cuatro episodios.

## Polémica de la emisión
Inmediatamente tras la emisión, los periódicos hablaron de quejas por la escena inicial en la que policías disparan a la gente en la calle. Sin embargo, en los comentarios del DVD, Matthew Robinson dijo que, para su sorpresa, el rasgo de la historia por el que la BBC recibió la mayoría de las quejas no fue la violencia gráfica del serial, sino que uno de los miembros del personal de la prisión aparece fumando un cigarrillo al principio del primer episodio.

## Publicaciones comerciales
Resurrection of the Daleks se publicó en VHS en noviembre de 1993. Tanto el VHS (descatalogado) como el DVD regresó al formato de cuatro episodios. Los cortes hasta ahora inéditos se producen cuando el primer Dalek aparece por el corredor temporal en el almacén, y cuando Davros comienza a preparar el virus Movellan, jurando vengarse del Doctor y convertirse en el líder de una nueva raza Dalek.
El DVD se publicó en 2002. En los extras se incluyen comentarios en todos los episodios de Peter Davison, Janet Fielding y Matthew Robinson, escenas eliminadas, tráileres, y audio en surround 5.1. También se incluyó un corto, Resurrection of the Daleks- On Location, dirigido por Paul Vanezis, grabado en Shad Thames en marzo de 2002, en el que se incluían entrevistas con Matthew Robinson, Eric Saward, y la última entrevista en pantalla de John Nathan-Turner antes de su muerte en mayo de ese año. En 2003 se volvió a publicar como parte de una compilación de edición limitada, junto con The Dalek Invasion of Earth y Remembrance of the Daleks, y en 2007 en otra compilación junto con Genesis of the Daleks, Destiny of the Daleks, Revelation of the Daleks y Remembrance of the Daleks.
La historia se publicó acompañando al número 34 de Doctor Who DVD Files el 21 de abril de 2010, y volvería a publicarse una vez más en 2011 como parte de la segunda compilación Revisitations junto con The Seeds of Death y Carnival of Monsters. En esta edición se incluían las versiones tanto en dos como en cuatro partes.